# Hippocastanaceae
Hippocastanaceae is een botanische naam, voor een familie van tweezaadlobbige planten. Een familie onder deze naam wordt vrij algemeen erkend door systemen voor plantentaxonomie, maar niet door het APG-systeem (1998) en het APG II-systeem (2003). Deze voegen de betreffende soorten in bij de familie Sapindaceae.
Op grond van het beschikbare bewijs zijn beide posities verdedigbaar:
- één grote familie Sapindaceae (met vier onderfamilies) óf
- splitsen in vier families: een wat kleinere familie Sapindaceae + een familie Hippocastanaceae + een familie Aceraceae (+ nog een familie).

De stijl van APG is om grote families te preferen, en die prevaleert hier.
Indien erkend gaat het om een kleine familie van bomen: klassiek de geslachten Aesculus en Billia, maar ook Handeliodendron hoort hier thuis. In Nederland is de bekendste vertegenwoordiger de paardenkastanje. De naam paardenkastanje is een letterlijke vertaling van hippocastanum.
Het Cronquist systeem (1981) erkent de familie wel en plaatst haar in de orde Sapindales.

## Referentie
1. ↑  Harrington, M. G., Edwards, K. J., Johnson, S. A., Chase, M. W., & Gadek, P. A. (2005). Phylogenetic inference in Sapindaceae sensu lato using plastid matK and rbcL DNA sequences. in: Systematic Botany 30: 366-382. (Samenvatting). Gearchiveerd op 22 september 2022.